# Asianopis fasciculiger
Espèce
Synonymes
- Dinopis fasciculiger Simon, 1909
- Deinopis fasciculiger Simon, 1909

Asianopis fasciculiger est une espèce d'araignées aranéomorphes de la famille des Deinopidae.

## Distribution
Cette espèce est endémique du Viêt Nam. Elle se rencontre vers Sông Lục Nam.

## Description
Les femelles mesurent de 10 à 13 mm.

## Systématique et taxinomie
Cette espèce a été décrite sous le protonyme Dinopis fasciculiger par Simon en 1909. Elle est placée dans le genre Asianopis par Chamberland, Agnarsson, Quayle, Ruddy, Starrett et Bond en 2022.

## Publication originale
- Simon, 1909 : « Étude sur les arachnides du Tonkin (1re partie). » Bulletin Scientifique de la France et de la Belgique, vol. 42, p. 69-147 (texte intégral)